# Manđelos
Manđelos (ćir.: Манђелос) je naselje u općini Srijemska Mitrovica u Srijemskom okrugu u Vojvodini.

## Stanovništvo
Prema popisu stanovništva iz 2002. godine u naselju Manđelos živi 1.533 stanovnika, od čega 1.189 punoljetnih stanovnika s prosječnom starosti od 38,0 godina (36,8 kod muškaraca i 39,1 kod žena). U naselju ima 474 domaćinstva, a prosječan broj članova po domaćinstvu je 3,23.
Prema popisu iz 1991. godine u naselju je živjelo 1.478 stanovnika.
| Etnički sastav 2002. |            |        |
| Narod                | Stanovnika |        |
| Srbi                 | 1.503      | 98,04% |
| Ukrajinci            | 4          | 0,26%  |
| Mađari               | 4          | 0,26%  |
| Jugoslaveni          | 4          | 0,26%  |
| Hrvati               | 3          | 0,19%  |
| Crnogorci            | 1          | 0,06%  |
| nepoznato            | 2          | 0,13%  |

| broj stanovnika | 995   | 1019  | 1263  | 1418  | 1516  | 1478  | 1533  |
|                 | 1948. | 1953. | 1961. | 1971. | 1981. | 1991. | 2001. |

## Vanjske poveznice
- Karte, položaj vremenska prognoza
- [neaktivna poveznica]